# Fenarimol
Fenarimol (ISO-naam) is een fungicide uit de groep van pyrimidines. Het werd ontwikkeld door Eli Lilly & Company en kwam rond 1975 op de markt. Merknamen zijn Rimidin en Rubigan. Het wordt gebruikt op sierplanten en bomen, en onder meer ook op tomaten, paprika's, aubergines, komkommers en meloenen. Het wordt vooral ingezet voor de bestrijding van echte meeldauw.

## Regelgeving
Fenarimol is in de Europese Unie opgenomen geweest in de lijst van toegelaten gewasbeschermingsmiddelen. De toelating was echter beperkt in de toegelaten gewassen en in de tijd (van 1 januari 2007 tot 30 juni 2008), om het risico te beperken. Voor een eventuele nieuwe toelating zal een nieuwe beoordeling van de risico's nodig zijn.
Fenarimol is ook geregistreerd in de Verenigde Staten en Australië.

## Toxicologie en veiligheid
Fenarimol heeft een matige acute toxiciteit. Bij proeven op ratten is echter een effect op de mannelijke vruchtbaarheid vastgesteld, die als relevant voor de mens wordt beschouwd. Ook bleek de stof een effect op de voortplanting te hebben bij ratten (laatgeboorte). Fenarimol is daarom ingedeeld als een mogelijke hormoonontregelaar en een stof die het ongeboren kind kan schaden.